# Kalofer Peak
Kalofer Peak är en bergstopp i Antarktis. Den ligger i Sydshetlandsöarna. Argentina, Chile och Storbritannien gör anspråk på området. Toppen på Kalofer Peak är 300 meter över havet.
Terrängen runt Kalofer Peak är bergig åt nordväst. Havet är nära Kalofer Peak åt sydost. Trakten är glest befolkad. Närmaste befolkade plats är St. Kliment Ohridski Base, 18,0 kilometer väster om Kalofer Peak. 